# 然乌乡
然乌乡，是中华人民共和国四川省甘孜藏族自治州乡城县下辖的一个乡镇级行政单位。

## 行政区划
然乌乡下辖以下地区：
东尔村、克斗村、克麦村、布龙村、纳木村、热麦村和作机村。